# 주러시아 타지키스탄 대사관
주러시아 타지키스탄 대사관(러시아어: Посольство Таджикистана в России)은 러시아 모스크바에 위치한 타지키스탄의 대사관이다.

## 같이 보기
- 러시아-타지키스탄 관계